# 輸液泵

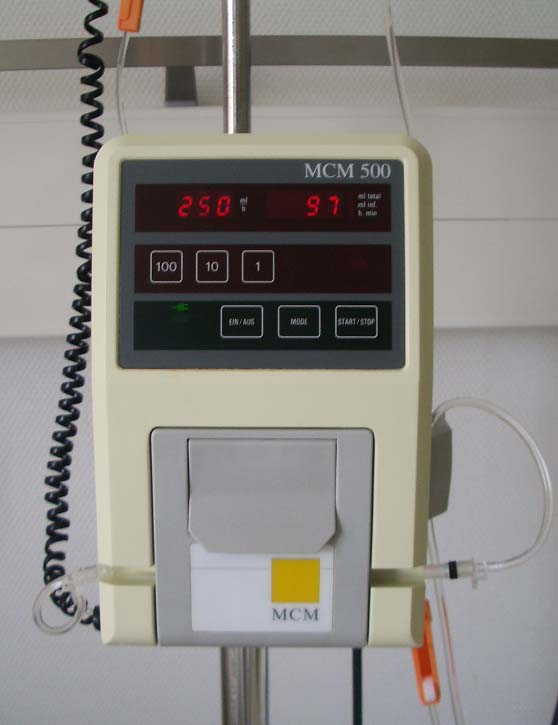
Fresenius製造的輸液泵

輸液泵（infusion pump）可以滴注液體、藥品或营养到病患的循环系统。多半是用靜脈注射的方式進行，不過有時也會使用皮下、动脉或是硬脊膜外注射。
輸液泵可以監控流體滴注情形，這若由護理人員監控，不太實際，若由專人監控，成本太高，而且兩者都會有人員可能出現的失誤。而且輸液泵還可以做到每小時0.1 mL的小滴注量（小於一滴）、由病人控制的多次注射，並且配合每小時的最大量（用在病患自控式止痛），或是注射劑量會隨時間而變化。
輸液泵可以產生較大且受控的压强，因此可以在皮下注射固定量的藥劑，或是硬脊膜外注射固定量的藥劑，後者是分娩麻醉常用的麻醉方式。

## 輸液類型
輸液泵的用户界面需列出輸液類型的細節，讓技術人員或護理人員可以設定：
- 連續輸液，包括小劑量的輸液，從500納升到10毫升，依泵的設計而定，也會依程式設定的輸液速度決定輸液的量。
- 間歇輸液，其輸液速率大，中間會以小流量來間隔，目的是維持插管暢通。其定時是可以程式調整的。此模式常用來注射抗生素或是其他會刺激血管的藥物。

為了給予病患完整劑量的抗生素，待輸注體積（VTBI）要比輸注袋裡的多30 CC，若沒有這樣做，可能會有最多一半的抗生素留在輸注管中。
- 病患控制，是指依病患需求輸液，一般會有設定好的上限以避免中毒。速率可由病患用按鈕或其他裝置控制，這是病患自控式止痛（PCA）的作法，會多次少量的給類阿片镇痛药，程式會加以設定，在到達危險呼吸抑制的劑量之前就停止留藥。
- 腸道外營養，一般會需要類似一般用餐規律一樣的輸注曲線。

有些輸液泵會依在一天當中的時間來設定輸液量，這就可以依昼夜节律給藥。

## 泵浦種類

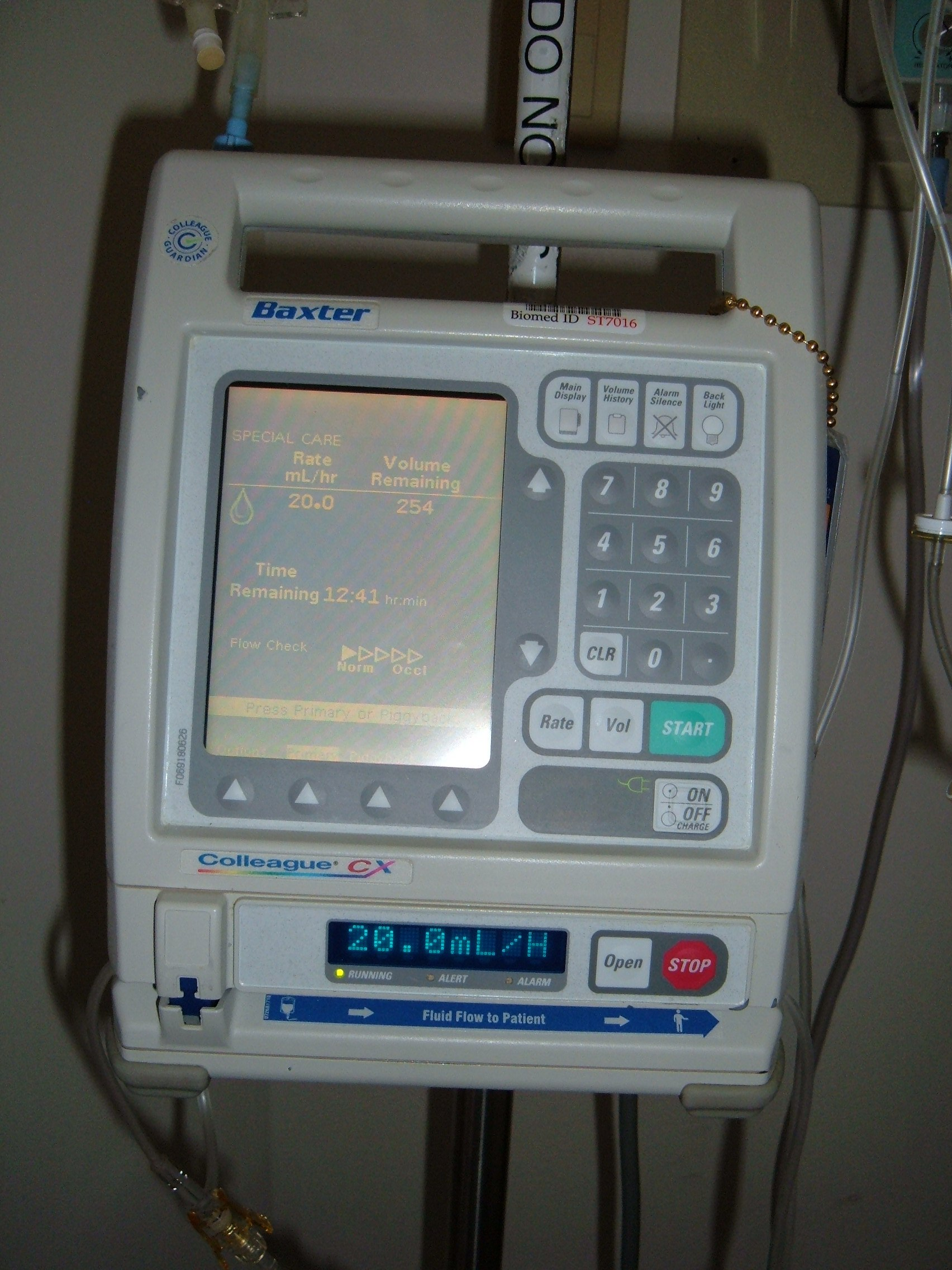
百特国际的Colleague CX輸液泵

輸液泵的泵浦有兩種基本的種類。大容量的泵浦可以輸注补液（像生理盐水、藥物（像抗生素）或大量的營養物質。小容量的泵浦可以輸注激素（像胰岛素）或是其藥物（像阿片剂）。有些泵浦會設計成行動式的，有些則是設計在醫院使用，甚至有些給慈善機構或戰地使用。
大容量的泵浦一般會是蠕动泵。傳統上是電腦控制的滾子，壓縮其中有液體的矽膠橡膠管。另一種則是有一組棒狀的裝罝，循序壓管子使液體流動。
小容量的泵浦會用電腦控制馬達，以此驅動螺旋，帶動針筒的活塞前進。

## 安全疑慮
輸液泵已是許多病患安全問題的起因，在2005年到2009年已有56,000起不良事件和其有關，其中死亡人數達500人。因此，美国食品药品监督管理局（FDA）已提出全面性安全改善的倡議，稱為輸液泵改善倡議（Infusion Pump Improvement Initiative）。其中對輸液泵進行較嚴格的管制。其中提到軟體缺陷、使用介面問題、機械或電子失效是造成不良事件的主因。